# 左翼生态自由
左翼生态自由（意大利语：Sinistra Ecologia Libertà，缩写为SEL）是意大利的一个已不存在的左翼政党。该党成立于2010年10月22日，由5个左翼政党合并而成。2016年12月17日，该党解散，其成员后于2017年2月19日参与建立意大利左翼。该党的意识形态是民主社会主义、生态社会主义。该党的主席是尼基·文多拉，副主席是Maria Luisa Boccia和Fabio Mussi。

## 外部連結
- Official website （页面存档备份，存于）